# De dochter van de circusdirecteur
De dochter van de circusdirecteur is een boek van Jostein Gaarder. De oorspronkelijke uitgave verscheen in 2001 in het Noors, onder de titel Sirkusdirektørens datter.

## Inhoud
De dochter van de circusdirecteur is het verhaal van de eigenzinnige Petter: een jongen die graag op zichzelf is en vooral geniet van het verzinnen van verhalen. Eenmaal volwassen blijven de zelfverzonnen verhalen door zijn hoofd malen. Uit angst om in het centrum van de belangstelling te staan, weigert hij echter om de verhalen onder zijn eigen naam te publiceren.
Daarom zet hij de Schrijvershulp op, die auteurs met een schrijversblok van verhalen voorziet. Het wordt een groot succes, maar voor hemzelf blijkt het een dodelijke valkuil te zijn.